# Monteceneri
Monteceneri è un comune svizzero di 4 733 abitanti del Canton Ticino, nel distretto di Lugano.

## Geografia fisica
La maggior parte della superficie comunale comprende parte dell'alta valle del Vedeggio e del suo affluente Leguana, dove si trovano le frazioni di Bironico, Camignolo e Rivera; il comune di Mezzovico-Vira le divide dalla parte meridionale del territorio comunale che comprende la frazione di Sigirino e una piccola parte delle valli del Vedeggio e del suo affluente Cusella. Il territorio culmina sul Monte Tamaro (1 961 m), condiviso con il comune di Gambarogno.

## Storia
Il comune è stato istituito nel novembre del 2010 con la fusione dei comuni soppressi di Bironico, Camignolo, Medeglia, Rivera e Sigirino; capoluogo comunale è Bironico.

## Società

### Evoluzione demografica
L'evoluzione demografica è riportata nella seguente tabella:
Abitanti censiti

## Cultura
- Museo della radio, con sede a Rivera.

## Geografia antropica

### Quartieri e frazioni
- Bironico
- Camignolo
  - Camignolo di Fuori
  - Cressino
  - Castello
  - Case di Sopra
  - Molinazzo
- Medeglia
  - Borla
  - Campeglio
  - Canedo
  - Drossa
- Rivera
  - Bricola
  - Capidogno
  - Caslaccio
  - Monte Ceneri
  - Sorencino
  - Soresina
  - Stazione
- Sigirino
  - Mastarino
  - Osignano
  - Taverne Superiore
  - Vianco

## Infrastrutture e trasporti

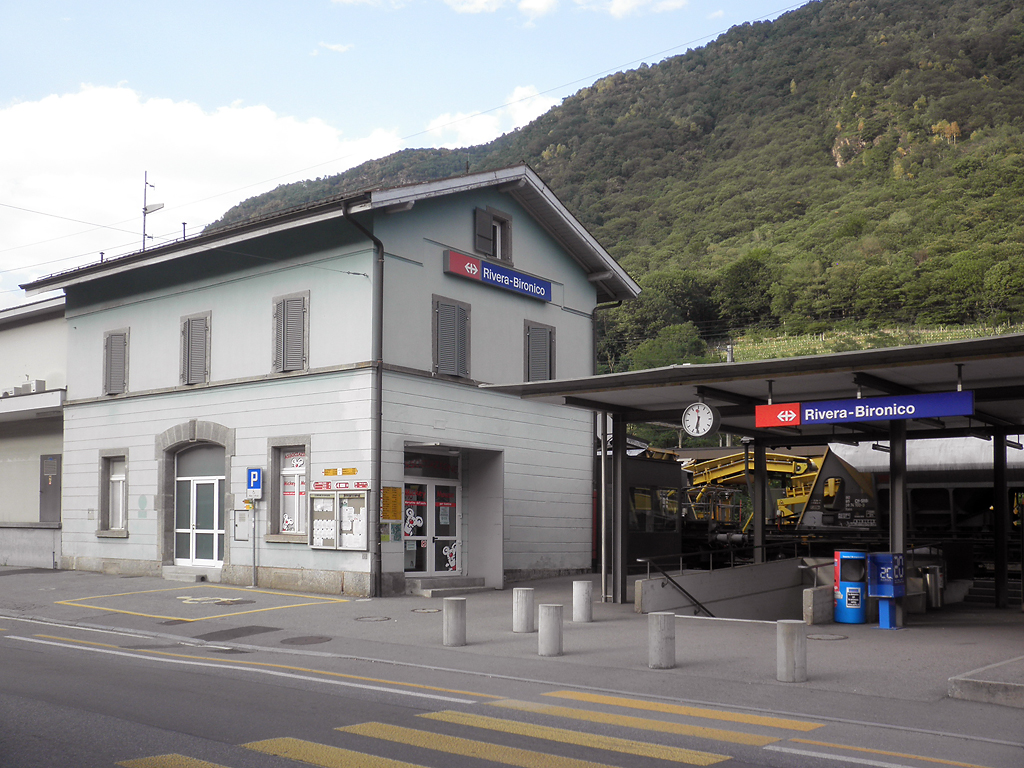
La stazione di Rivera-Bironico

Il comune è servito dalla stazione di Rivera-Bironico della ferrovia del Gottardo.

## Amministrazione
Il 1º gennaio 2004 la comunanza Medeglia/Robasacco è confluita nella comunanza Cadenazzo/Monteceneri.